# Euchalcia bellieri
Euchalcia bellieri är en fjärilsart som beskrevs av Kirby 1900. Euchalcia bellieri ingår i släktet Euchalcia och familjen nattflyn. Inga underarter finns listade i Catalogue of Life.